# Имя розы (фильм)
«Имя розы» (англ. The Name of the Rose) — художественный фильм Жан-Жака Анно 1986 года, экранизация одноимённого романа Умберто Эко.

## Сюжет
1327 год. В бенедиктинском монастыре на севере Италии происходит ряд таинственных смертей монахов: один выпадает из окна, которое не открывалось; другой тонет в бочке с кровью; третий умирает в ванне. Расследование ведёт францисканский монах Уильям Баскервильский (Шон Коннери), бывший некогда инквизитором, вместе с молодым послушником Адсоном (Кристиан Слейтер). Разгадывая одно убийство за другим, Уильям убеждается, что ключ к раскрытию загадки лежит в «пределе Африки» (тайном отделе библиотеки), где хранится книга Аристотеля, посвящённая комедии и способная пошатнуть веру в Бога среди учёных. Этого и опасался один из монахов («Смех убивает страх, а без страха не может быть Веры: вместе со страхом перед дьяволом исчезает нужда в Вере в Бога»), считавший, что Аристотель, каждое слово которого в Средние века имело непререкаемый авторитет, в своё время совершил переворот в сложившихся представлениях о мире.

## В ролях
| Актёр                | Роль                                                                    |
| -------------------- | ----------------------------------------------------------------------- |
| Шон Коннери          | Уильям Баскервильский                                                   |
| Кристиан Слейтер     | Адсон Мелькский юный послушник, ученик и воспитанник Уильяма            |
| Гельмут Квалтингер   | Ремигий Варагинский келарь; в молодости участвовал в восстании Дольчино |
| Илья Баскин          | Северин Сант-Эмеранский монастырский аптекарь, травник                  |
| Майкл Лонсдейл       | Аббат                                                                   |
| Фолькер Прехтель     | Малахия библиотекарь                                                    |
| Фёдор Шаляпин-мл.    | Хорхе Бургосский                                                        |
| Уильям Хикки         | Убертин Казальский                                                      |
| Микаэль Хабек        | Беренгар                                                                |
| Урс Альтхауз         | Венанций                                                                |
| Валентина Варгас     | девушка                                                                 |
| Рон Перлман          | Сальваторе                                                              |
| Леопольдо Триесте    | Михаил Цезенский                                                        |
| Франко Валобра       | Епископ Иероним Каффский                                                |
| Вернон Добчефф       | Хьюго Ньюкаслский                                                       |
| Дональд О’Брайан     | Пётр Ассизский                                                          |
| Эндрю Биркин         | Кутберт Уинчестерский                                                   |
| Ф. Мюррей Абрахам    | Бернар Ги инквизитор                                                    |
| Люсьен Бодар         | кардинал Бертран                                                        |
| Питер Берлинг        | Жан д’Анно                                                              |
| Пит Ланкастер        | епископ Алборейский                                                     |
| Ларс Бодин-Йоргенсен | Адельм молодой монах, рисовальщик; появляется только в камео            |

## Место съёмок
Монастырь Эбербах.

## Консультанты фильма
Консультантами фильма выступили: Жак Ле Гофф (главный исторический консультант), отец Анджело Арпа (религиозный консультант), Франсуа Пипоннье (консультант по костюмам), Франсуа Авриль (консультант по рукописям), Жан-Клод Бонн (консультант по архитектуре), Жан-Клод Шмитт (консультант по средневековому поведению), Пере Дебонне (литургический консультант), Даниэль Александр-Бидон (консультант по современным манерам) и Мишель Пастуро (геральдический консультант).

## Награды и номинации

### Награды
- 1988 — Премия BAFTA
  - Лучший актер — Шон Коннери
  - Лучший грим
- 1987 — Премия «Сезар»
  - Лучший зарубежный фильм — Жан-Жак Анно
- 1987 — Премия David di Donatello
  - Лучшая операторская работа — Тонино Делли Колли
  - Лучшие костюмы — Габриелла Пескуччи
  - Лучший продюсер — Франко Кристальди, Бернд Айхингер
  - Лучшая работа художника — Данте Ферретти
- 1987 — Премия German Film Awards
  - Актер — Шон Коннери
  - Художник — Данте Ферретти, Райнер Шапер
  - Серебряная награда фильму

### Номинации
- 1987 — Премия David di Donatello
  - Награда имени Рене Клера — Жан-Жак Анно
- 1987 — Премия Эдгара Аллана По
  - Лучший фильм — Эндрю Биркин, Жерар Брак, Говард Фрэнклин, Ален Годар
- 1987 — Премия German Film Awards
  - Золотая награда фильму

## Критика
Киновед Валентин Михалкович посчитал, что режиссёр справился с задачей передать многозначность названия, но выразил недоумение выбором на главную роль Коннери, который прославился в роли Джеймса Бонда.
Кинокритик Роджер Эберт отметил, что в фильме есть много хорошего — игра актёров, реконструкция эпохи, — но остался недоволен сценарием, лишённым ясности и логичности.
Фильм настолько не понравился Умберто Эко, что он не давал разрешения на дальнейшие экранизации своих романов. Например, он отказал Стэнли Кубрику в экранизации «Маятника Фуко». Хотя в интервью в 2011 году Эко характеризовал фильм как «хороший», обратив внимание на то, что книга очень многоплановая, сравнив её с многослойным сэндвичем, тогда как в фильме за основу взят только один план, и во многом отброшены остальные.